# Constantin Tshiala Mwana
Pour les articles homonymes, voir Mwana.
Constantin Tshiala Muana était un homme politique kino-congolais. Il a été ministre de l’Agriculture du gouvernement Adoula du 11 juillet 1962 au 18 avril 1963, et le premier gouverneur de la province du Maniema.